# Šibeniční vrch (Orlické hory)
Šibeniční vrch (německy Salgenberg) je vrchol v České republice ležící v pohoří Orlické hory.

## Geomorfologické zařazení
Šibeniční vrch se nachází v geomorfologickém celku Orlické hory, podcelku Mladkovská vrchovina a okrsku Pastvinská vrchovina.

## Poloha
Šibeniční vrch se tyčí jihozápadně nad obcí Mladkov asi 10 kilometrů západně od města Králíky. Asi 400 metrů severně od něj se nachází asi o deset metrů vyšší bezejmenný vrchol, se kterým Šibeniční vrch tvoří krátký hřebínek. Tento hřebínek je poněkud utopen mezi sousedními vyššími vrcholy Orlických hor (Adam, Přední hraniční vrch, Vysoký kámen a Studený). Kromě mělkého sedla, které Šibeniční vrch odděluje od blízkého souseda, vykazují jeho svahy asi stometrové převýšení.

## Vodstvo
Šibeniční vrch spadá do povodí Tiché Orlice, která protéká pod jeho východním svahem. Západní svah odvodňuje bezejmenný potok, který je jejím pravým přítokem.

## Vegetace

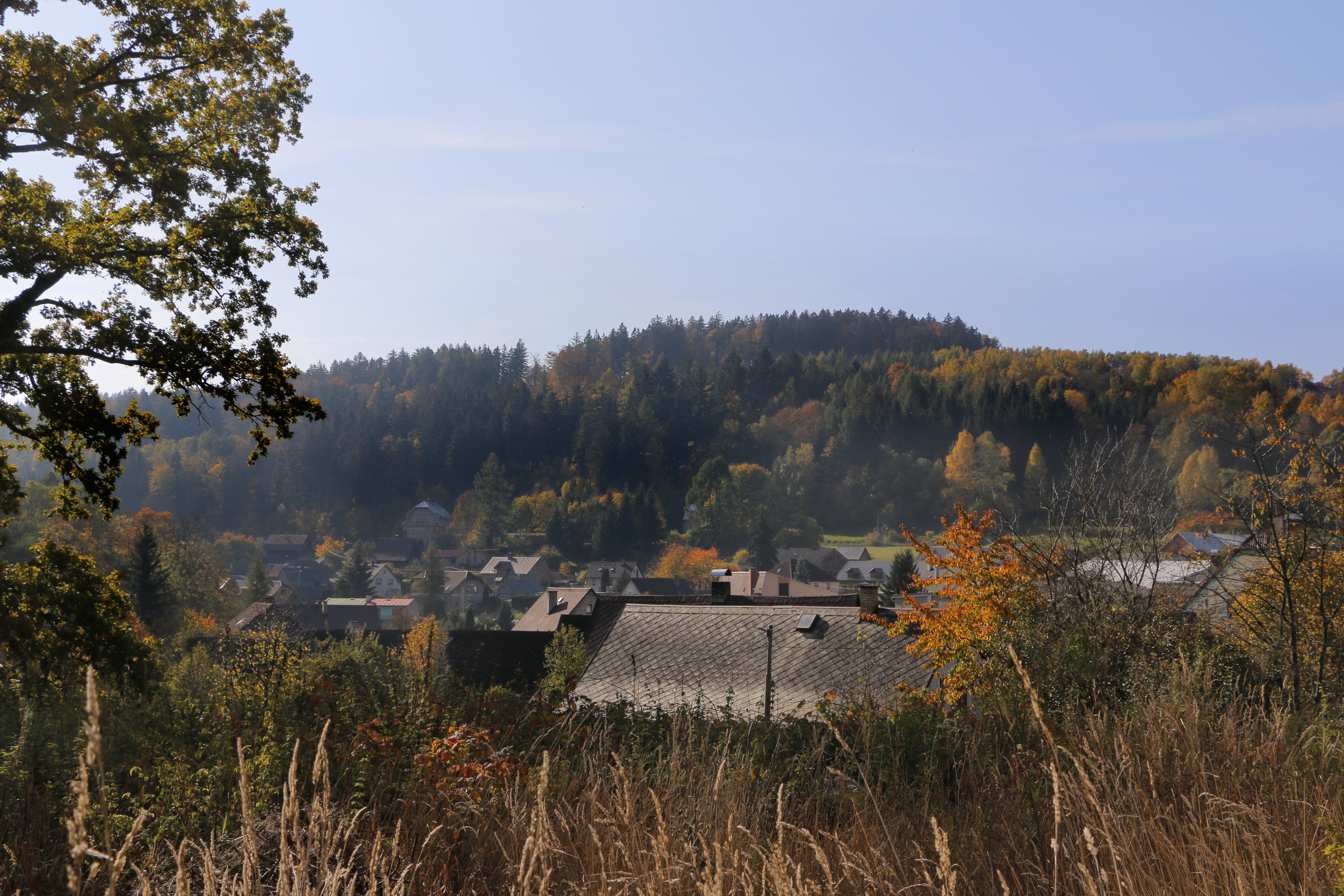
Vrch od východu, v popředí domy v jižní části Mladkova

Na plošším vrcholu kopce se nachází pole, větší část svahů je souvisle zalesněna. V severovýchodním svahu se nachází dvojice luk.

## Komunikace a stavby
Ve vrcholovém prostoru ani ve svazích se žádné významnější stavby nevyskytují. Jediná polní cesta prochází sedlem severně od vrcholu a spojuje Mladkov se silnicí II/312.